# Рихтер, Пауль (композитор)
Пауль Рихтер (нем. Paul Richter; 1875, Кронштадт, Румыния — 1950, там же) — румынский композитор из Семиградья.

## Биография
Учился музыке у своего отца, подрабатывавшего в городе органистом, а затем у городского органиста Рудольфа Ласселя (1861—1918), ученика Саломона Ядассона. В 1896—1899 гг. студент Лейпцигской консерватории, одновременно руководил хоровым коллективом. Затем вернулся в родной город и возглавил городской мужской хор, в 1918 г. занял пост капельмейстера в городском оркестре, в 1928 г. получил звание генеральмузикдиректора. В 1935 г. Рихтер был удостоен наиболее высокого признания для музыканта в немецком Семиградье: он был приглашён на должность руководителя Музыкального общества «Hermania» в центральном городе региона — Херманштадте, однако уже в следующем году по состоянию здоровья вынужден был оставить этот пост и вернуться в Кронштадт.
Рихтеру принадлежит несколько симфоний, многие произведения для органа (в том числе органные сонаты), хоровая музыка, камерные сочинения, среди которых выделяется Соната для скрипки и фортепиано (1935).